# Seemannaralia gerrardii
Seemannaralia gerrardii är en araliaväxtart som först beskrevs av Berthold Carl Seemann, och fick sitt nu gällande namn av René Viguier. Seemannaralia gerrardii ingår i släktet Seemannaralia och familjen araliaväxter. Inga underarter finns listade.

## Bildgalleri

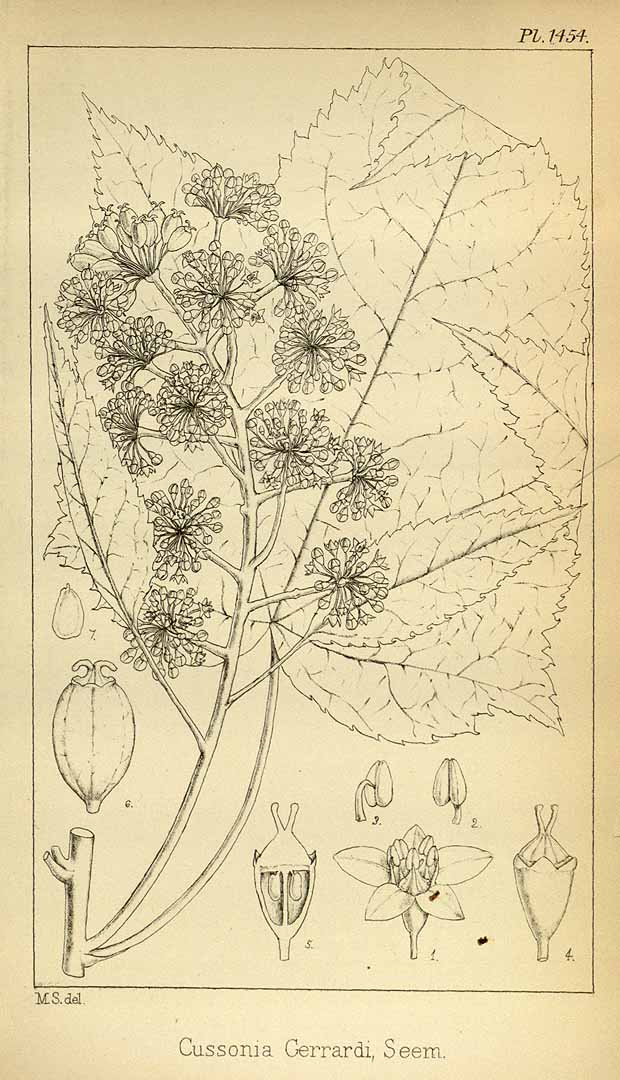
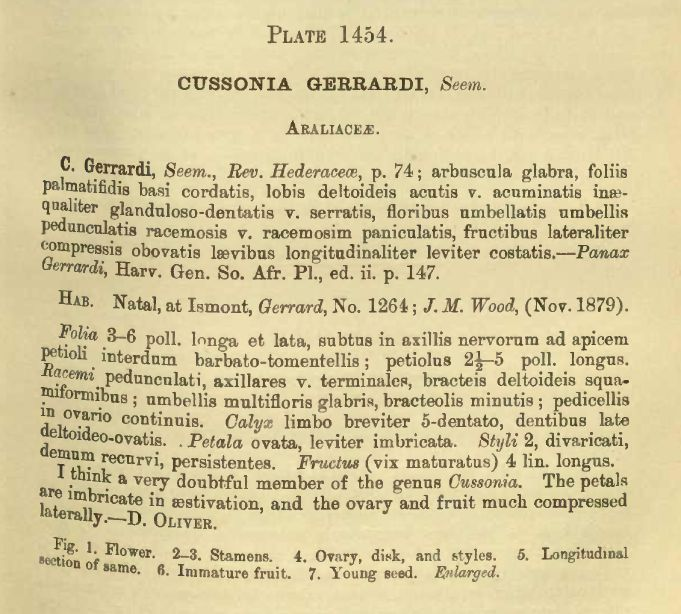